# Атлетика на Летњим олимпијским играма 1900 — 5.000 метара екипно за мушкарце
Атлетска дисциплина 5.000 метара екипно за мушкарце била је једна од демонстрационих дисциплина у оквиру атлетског програма на Олимпијским играма 1900. у Паризу. Трка је одржана 22. јула. Сваки такмичар је трчао десет кругова по 500 метара јер је толики био обим кружне атлетске стазе у Булоњској шуми. За такмичење су се пријавиле само две екипе Уједињеног Краљевства и Француске. Екипе су имале по 5 такмичара. Екипу Уједињеног Краљевсва је допунио и један члан Аустралије, па се њихов резултат и медаља приписују мешовитим тимовима. Број освојеног места је носио исти број освојених бодова. Мањи збир бодова свих такмичара једне екипе, дао је коначни пласман.
Учествовало је десет такмичара из три земље.

## Земље учеснице
- Аустралија (1)
- Француска (5)
- Уједињено Краљевство (4)

## Освајачи медаља
| Злато                                                                                                 | Злато          | Сребро                                                                                      | Сребро        | Бронза | Бронза |
| --- | -------------- | ------------------------------------------------------------------------------------------- | ------------- | ------ | ------ |
| Мешовити тим 1°Чарлс Бенет 2° Џон Ример 6° Сидни Робинсон 7° Алфред Тајсо 10° Стенли Роули Аустралија | 1+2+6+7+10= 26 | Француска 3° Анри Делож 4° Гастон Рагено 5° Жак Шастаније 8° Андре Кастане 9°Албер Шампудри | 3+4+5+8+9= 29 | –      |        |

### Појединачни поредак
| Место | Атлетичар                   | Време                   | Бодови |
| ----- | --------------------------- | ----------------------- | ------ |
| 1     | Чарлс Бенет Мешовити тим    | 15:20,0                 | 1      |
| 2     | Џон Ример Мешовити тим      | непознато               | 2      |
| 3     | Анри Делож Француска        | непознато'              | 3      |
| 4     | Гастон Рагено Француска     | непознато'              | 4      |
| 5     | Жак Шастаније Француска     | непознато'              | 5      |
| 6     | Сидни Робинсон Мешовити тим | непознато'              | 6      |
| 7     | Алфред Тајсо Мешовити тим   | непознато'              | 7      |
| 8     | Андре Кастане Француска     | непознато               | 8      |
| 9     | Албер Шампудри Француска    | непознато'              | 9      |
| 10    | Стенли Роули Мешовити тим   | одустао на 3.500 метара | 10     |

Бенетов резултат је најбољи резултат на свету на 5.000 метара до тог тренутка..

## Биланс медаља
|   | Држава       | Злато | Сребро | Бронза | Укупно |
| - | ------------ | ----- | ------ | ------ | ------ |
| 1 | Мешовити тим | 1     | 0      | 0      | 1      |
| 2 | Француска    | 0     | 1      | 0      | 1      |
|   | Укупно (2)   | 1     | 1      | 0      | 2      |